# Список умерших в 760 году

## Март
- 16 марта — Бодхисена, индийский буддийский монах, мастер японской школы Кэгон.

## Октябрь
- 26 октября — Кутберт Кентерберийский, 11-й архиепископ Кентерберийский (740—760).

## Дата смерти неизвестна или требует уточнения
- Думнагуал III, король Альт Клута (Стратклайда) (754—760).
- Косма Маюмский, византийский церковный поэт, почитаемый в православной церкви в лике преподобных.
- Муйредах мак Мурхадо, король Лейнстера (738—760).
- Муктапида Лалитадитья, император-брахман Кашмира (724—760).
- Чу Гуанси, китайский поэт.